# Skórzenno
Skórzenno (do 2009 Skorzenno) – wieś kociewska w Polsce, położona w województwie pomorskim, w powiecie starogardzkim, w gminie Osiek w kompleksie leśnym Borów Tucholskich.
W latach 1975–1998 miejscowość administracyjnie należała do województwa gdańskiego.
Drewniana chata pochodząca ze Skórzenna znajduje się w parku etnograficznym w Toruniu.